# Ajat
Ajat (okzitanisch Ajac d’Auba Ròcha) ist ein Ort und eine aus mehreren Weilern (hameaux) und Einzelgehöften bestehende Gemeinde mit 300 Einwohnern (Stand: 1. Januar 2022) im  südfranzösischen Département Dordogne in der Region Nouvelle-Aquitaine. Die Bewohner werden Ajacois und Ajacoises genannt.

## Lage
Ajat liegt knapp 30 Kilometer (Fahrtstrecke) östlich von Périgueux und gut 47 Kilometer westlich von Brive-la-Gaillarde in der historischen Provinz Périgord in einer Höhe von ca. 195 m ü. d. M. Das Klima ist gemäßigt und wird gleichermaßen vom Atlantik und von den Bergen des Zentralmassivs beeinflusst.

## Bevölkerungsentwicklung
| Jahr      | 1800 | 1851 | 1901 | 1954 | 1999 | 2016 |
| Einwohner | 766  | 959  | 688  | 368  | 281  | 327  |

Der kontinuierliche Bevölkerungsrückgang seit der zweiten Hälfte des 19. Jahrhunderts ist im Wesentlichen auf die Reblauskrise im Weinbau und die zunehmende Mechanisierung der Landwirtschaft und den damit einhergehenden Verlust an Arbeitsplätzen zurückzuführen.

## Wirtschaft
Der Ort und seine Umgebung waren jahrhundertelang landwirtschaftlich geprägt; die meisten Menschen lebten als Selbstversorger von den Erträgen ihrer Felder und Gärten; auch Viehzucht und Weinbau wurden betrieben (siehe Ortswappen). Im Ort selbst ließen sich Handwerker, Kleinhändler und Dienstleister aller Art nieder. Seit den 1960er Jahren spielt der Tourismus in Form der Vermietung von Ferienwohnungen (gîtes) eine nicht unbedeutende Rolle im Wirtschaftsleben der Gemeinde.

## Geschichte
Im 11. Jahrhundert existierte eine Burg (château); der Ort selbst wird erstmals im Jahr 1158 unter der alten Bezeichnung Apsacum erwähnt; er befand sich an einer Nebenstrecke des Jakobswegs. Im 13. Jahrhundert gehörte der Ort kurzzeitig dem Templerorden und war von großer regionaler Bedeutung. Während der Französischen Revolution (1793) fusionierten der ehemals selbständige Ort Bauzens sowie andere Weiler in der Umgebung mit der Gemeinde Ajat.

## Sehenswürdigkeiten

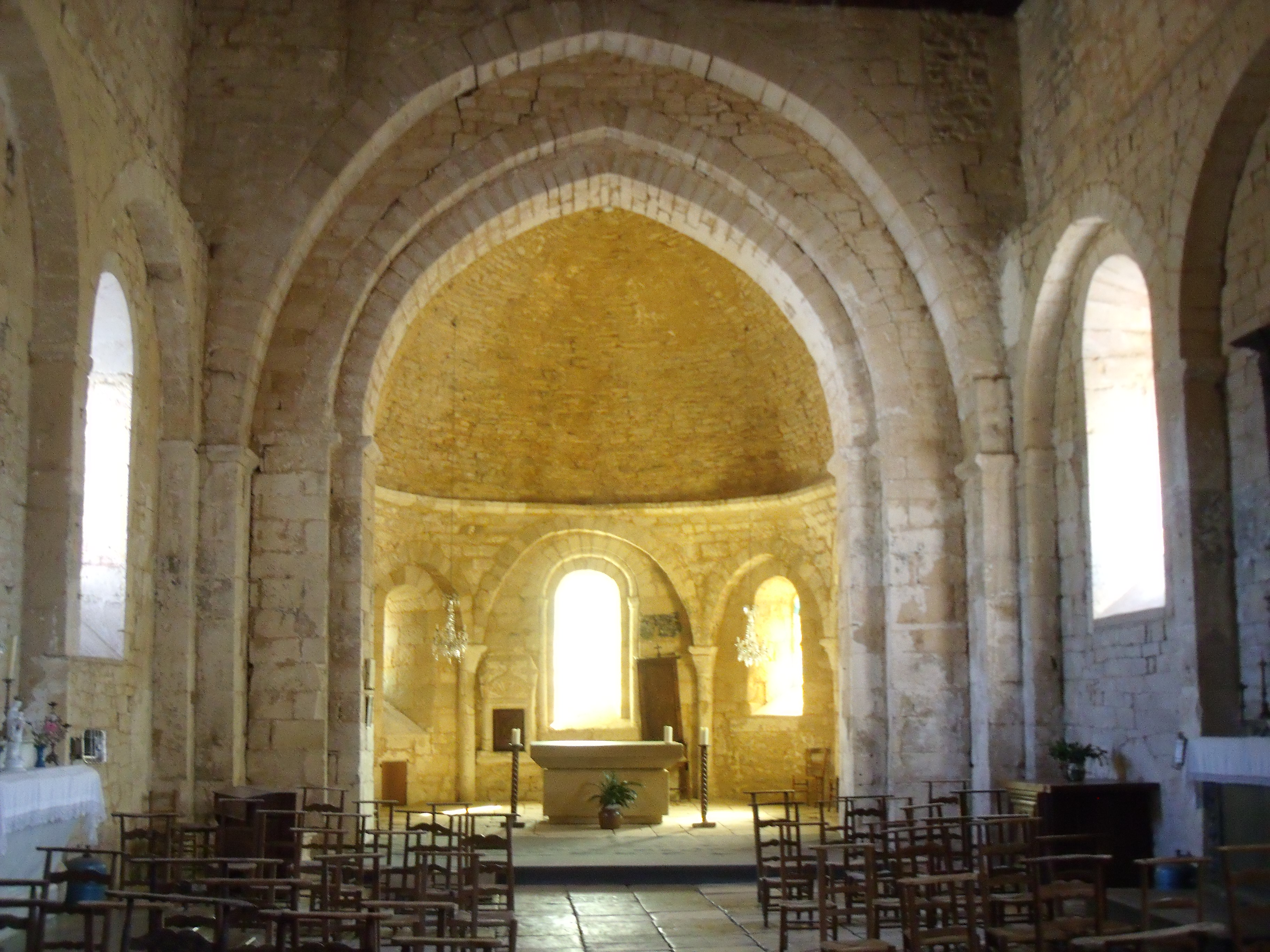
Église Saint-Martin d’Ajat

- Die in Privatbesitz befindliche Burg (château) des Ortes hat zwei Wohntrakte (corps de logis) und lässt sich in ihrem Ursprung wohl noch auf die Zeit vor der Ankunft der Templer zurückführen. Die ehemalige Burgkapelle bildet heute die Pfarrkirche des Ortes. Der Bau wurde im 16./17. Jahrhundert tiefgreifend verändert und ist seit dem Jahr 1925 als Monument historique eingeschrieben.[3]
- Das heute zwei-, ehemals dreijochige Schiff der ehemaligen Burgkirche St-Martin sollte von zwei Kuppeln gedeckt werden, die jedoch nicht vollendet wurden oder einstürzten. Die außen polygonal ummantelte, im Innern aber halbrunde Apsis, über der sich ein wahrscheinlich später hinzugefügter viergeteilter Glockengiebel erhebt, hat drei Fenster, die durch eine auf Säulen ruhenden Blendbogenstellung optisch hervorgehoben werden. Zur Zeit der Templer wurde die Apsis um ein Wehrgeschoss erhöht. Auf der Südseite der Kirche wurden bei Ausgrabungsarbeiten mehrere merowingische Sarkophage freigelegt. Der Kirchenbau wurde im Jahr 1925 als Monument historique eingeschrieben.[4]

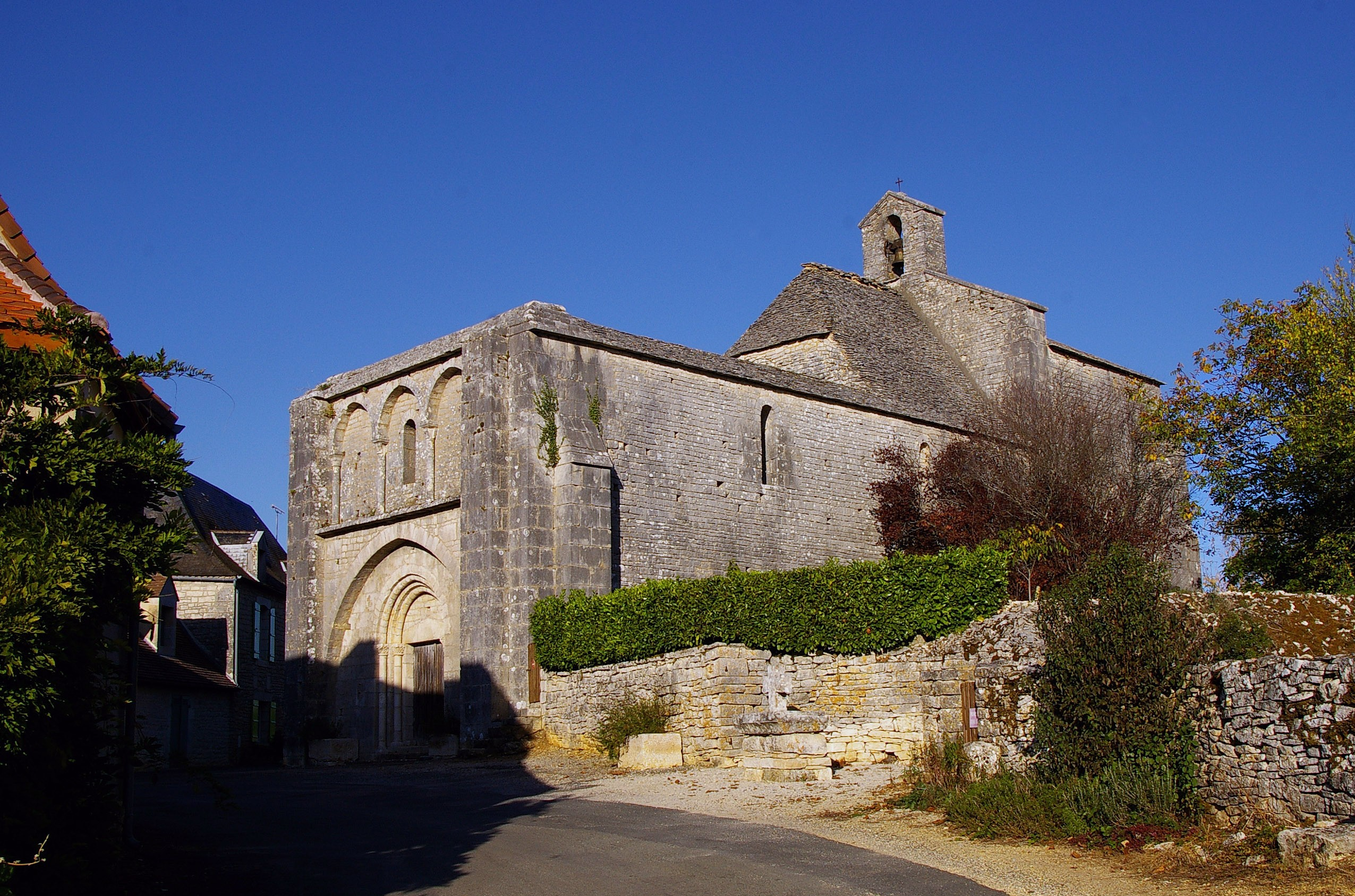
Église Saint-Barthélemy de Beauzens

- Die Kapelle Notre-Dame-de-Pitié wurde 1622 erbaut, jedoch im 19. Jahrhundert umgebaut.

Umgebung
- Die Pfarrkirche des Weilers Bauzens stammt aus dem 12. Jahrhundert. Ihre Fassade ist zweigeteilt und zeigt im oberen Teil ein dreiteiliges Triumphbogenschema, wie es bei vielen romanischen Kirchen der Charente üblich ist. Die Einwölbung des wahrscheinlich von Kuppeln überdeckten Kirchenschiffs wurde nie vollendet oder stürzte irgendwann ein. Unmittelbar vor der flachen Apsis ist noch ein Kuppeljoch erhalten. Der Kirchenbau wurde bereits im Jahr 1909 als Monument historique klassifiziert.[5]
- Am Ortsrand von Bauzens steht ein altes Taubenhaus (pigeonnier).